# 치희
치희(雉姬)는 서한 출신의 인물로, 고구려 제2대왕 유리명왕의 후실이었다.
기존의 송씨(松氏)가 죽자, 화희(禾姬)와 함께 유리왕의 후실이 되었으나, 둘은 왕을 향한 총애를 두고 다투게 되었다. 그러다가 유리왕이 사냥을 나간 사이에 화희로부터 심한 모욕을 당해 궁을 떠나게 되었으며, 이 사실을 안 유리왕이 급히 찾았으나 치희는 돌아오지 않았고, 유리왕은 이를 슬퍼하여 황조가(黃鳥歌)라는 노래를 지었다.